# Consuelo Adler
Consuelo Adler Hernández, incoronata Miss International 1997 (Caracas, 6 ottobre 1976), è una modella venezuelana.

## Biografia
Consuelo Adler è stata la seconda rappresentante del Venezuela a vincere il titolo di Miss International, quell'anno tenutosi a Kyoto in Giappone e vincendo anche il titolo di Miss Photogenic.
In patria era già stata incoronata Miss Venezuela International 1997, vincendo anche i titoli di Most Beautiful Skin e Miss Photogenic.
Dopo la vittoria al concorso la Adler ha ottenuto un contratto con l'agenzia di moda Ford Models ed ha lavorato nelle campagne pubblicitarie di varie aziende fra cui Clairol, Johnson & Johnson, Wonderbra, Playtex e Nivea.